# مقاطعة هامبشاير (ماساتشوستس)
مقاطعة هامبشاير (بالإنجليزية: Hampshire County, Massachusetts)‏ هي إحدى مقاطعات ولاية ماساتشوستس في الولايات المتحدة. ، بلغ عدد سكانها 158080 نسمة في عام 2010 حسب إحصاء مكتب تعداد الولايات المتحدة وتصل الكثافة السكانية فيها 115 نسمة/كم2.

## أعلام
- جوزيف هوكر
- جورج هربرت ميد
- تشارلز دودلي وارنر
- هارولد غور

## وصلات خارجية
- United States Counties